# Liste von Vornamen/N
Diese Unterseite der Liste von Vornamen enthält Vornamen, die mit dem Buchstaben N beginnen.
Männliche Vornamen sind mit dem Symbol ♂ und weibliche Vornamen mit dem Symbol ♀ markiert.

## Na
Nabil ♂,
Nabila ♀,
Naci ♂,
Nadab ♂, 
Nadeem ♂,
Nadège ♀,
Nadeschda ♀,
Nadim ♂,
Nadine ♀,
Nadja ♀,
Nafis ♂,
Nafisa ♀,
Nafissatou ♀,
Nagesh ♂,
Naglis ♂,
Naguib ♂,
Nahed ♀,
Nail ♂,
Naim ♂,
Na'im ♂,
Naima ♀,
Naitah ♀,
Najat ♀,
Najden ♂,
Namik ♂, 
Namık ♂,
Nancy ♀,
Nando ♂,
Nándor ♂,
Nanette ♀,
Nanni ♂♀,
Nanning ♂,
Nanuk ♂,
Nany ♀,
Naomi ♀,
Naoto ♂,
Napoleon ♂,
Napoleonas ♂, 
Narcís ♂,
Narciso ♂,
Narcisse ♂,
Narcizas ♂, 
Narelle ♀,
Naroa ♀, 

Nasri ♂,
Nasrin ♀,
Nasser ♂,
Natale ♂,
Natalie ♀,
Natalio ♂,
Natálio ♂,
Natanael ♂,
Nataša ♀,
Natascha ♀,
Nate ♂,
Nathan ♂,
Nathanael ♂,
Nathaniel ♂,
Nathanja ♀,
Natmir ♂,
Naum ♂,
Nauplios ♂,
Navid ♂,
Nävius ♂,
Nazan ♀,
Nazanin ♀,
Nazario ♂,
Nazif ♂,
Nazih ♂,
Naziha ♀,
Nazim ♂,
Nazım ♂,
Nazlı ♀,
Nazmi ♂,
Nazmiye ♀

## Nd
Nderim ♂, 
Nderime ♀, 

## Ne
Nea ♀,
Néa ♀,
Neah ♀,
Nean ♀,
Nebahat ♀,
Nebojša ♂,
Necat ♂,
Necati ♂,
Necdet ♂,
Necip ♂,
Necla ♀,
Necmettin ♂,
Necmi ♂,
Necmiye ♀,
Ned ♂,
Neda ♀,
Nedim ♂,
Nedime ♀,
Nedo ♂,
Neil ♂,
Neitah ♀,
Neithard ♂,
Nektarios ♂,
Nela ♀,
Nele ♀,
Nell ♀♂,
Nelly ♀,
Nelson ♂,
Nena ♀,
Nenad ♂,
Neo ♂,
Nephele ♀,
Nepomuk ♂,
Nergis ♀,
Nerida ♀, 
Nerija ♀, 
Nerijus ♂, 
Neringa ♀, 
Neris ♂, 
Nermin ♂♀,
Nermina ♀,
Neset ♂, 
Neşet ♂,
Neslihan ♀,
Nesrin ♀,
Nesrîn ♀,
Nessa ♀,
Nette ♀,
Neven ♂,
Nevena ♀,
Nevil ♂,
Neville ♂,
Nevin ♂♀,
Nevio ♂,
Nevzat ♂,
Newton ♂, 
Nexhat ♂, 
Nezih ♂,
Nezihe ♀

## Nh
Nhi ♀

## Ni
Nia ♀,
Niall ♂,
Niamh ♀,
Nic ♂,
Niccolò ♂,
Nicholas ♂,
Nick ♂,
Nicki ♂♀,
Nicklas ♂,
Nicky ♂♀,
Niclas ♂,
Nico ♂♀,
Ñico ♂,
Nicola ♂♀,
Nicolaas ♂,
Nicolae ♂,
Nicolai ♂,
Nicolas ♂,
Nicolau ♂,
Nicolaus ♂,
Nicole ♀,
Nicu ♂,
Nidal ♂,
Niels ♂,
Nigel ♂,
Nihat ♂,
Nijolė ♀, 
Nika ♂♀,
Nike ♀,
Nikhil ♂,
Niki ♂♀,
Nikita ♂♀,
Nikki ♂♀,
Nikky ♀♂,
Niklas ♂,
Niklaus ♂,
Nikodemus ♂,
Nikola ♂♀,
Nikolai ♂,
Nikolajus ♂, 
Nikolaos ♂,
Nikolas ♂,
Nikolaus ♂,
Nikoleta ♀,
Nikoletta ♀,
Nikolos ♂,
Nikomedes ♂,
Nil ♀,
Nilam ♀,
Nilgün ♀,
Nili ♀, 
Nilofar ♀,
Nils ♂,
Nilüfer ♀,
Nima ♂♀,
Nimet ♀,
Nimrata ♀,
Nina ♀,
Nino ♂♀,
Ninon ♀,
Nio ♂,
Nisa ♀,
Nisha ♀,
Nitza ♀,
Nitzan ♂♀,
Niusha ♀,
Nives ♀,
Niyazi ♂,
Nizamettin ♂,
Nizar ♂

## Nn
Nneka ♀

## No
Noa ♀, 
Noah ♂,
Noam ♂♀,
Nobuko ♀,
Noel ♂,
Noël ♂,
Noëlle ♀,
Nolwenn ♀,
Noemi ♀,
Nolan ♂,
Nora ♀,
Norbert ♂,
Norbertas ♂,
Nordin ♂,
Norihiko ♂,
Norman ♂,
Norton ♂,
Notburga ♀,
Notker ♂,
Noureddin ♂,
Noureddine ♂,
Nova ♀,
Novella ♀,
Noyan ♂

## Ns–Ny
Nschotschi ♀, 
Nuala ♀,
Nuh ♂, 
Numan ♂,
Numerius ♂,
Nuno ♂,
Nuño ♂,
Nunzio ♂,
Nur ♂♀,
Nur ad-Din ♂,
Nuray ♂♀,
Nurcihan ♀, 
Nurdin ♂,
Nureddin ♂,
Nurettin ♂,
Nurhan ♂♀,
Nuri ♂♀,
Nuria ♀,
Núria ♀,
Nurit ♀,
Nursel ♀,
Nuruddin ♂,
Nurullah ♂,
Nusrat ♂♀,
Nusret ♂♀,
Nymeria ♀,
Nyota ♀